# Roman Amoyan
Roman Amoyan (en arménien : Արմեն Մկրտչյան), né le 3 septembre 1983 à Erevan, est un lutteur arménien et d'origine yézidie. Il a remporté la médaille de bronze en lutte gréco-romaine (en moins de 55 kg), pour l'Arménie, aux Jeux olympiques d'été de 2008.

## Principaux résultats
En - 59 kg :
- Championnats d'Europe de lutte 2016 : 2e ;

En - 55 kg :
- Championnats du monde de lutte 2013 : 3e ;

- Championnats d'Europe de lutte 2011 : 1er ;

- Championnats du monde de lutte 2010 : 3e ;

- Championnats du monde de lutte 2009 : 2e;

- Jeux olympiques d'été de 2008 : 3e.

- Championnats d'Europe de lutte 2008 : 2e ;

- Championnats d'Europe de lutte 2006 : 1er ;

- Championnats d'Europe de lutte 2005 : 2e ;

- Championnats d'Europe de lutte 2003 : 2e ;